# 负子蟾科
负子蟾是多種分布於南美洲和非洲的原始蛙類。
完全水棲性。背、腹部平坦、身體流線形。後足蹼發達。皮膚光滑。有側線系統。頭小、無舌。眼瞼無法自由移動。後足趾上有爪。

## 分類
- Dactylethrinae Hogg, 1839
  - 膜蟾属 Hymenochirus Boulenger, 1896
  - 睑蟾属 Pseudhymenochirus Chabanaud, 1920
  - Silurana Gray, 1864
  - 爪蟾属 Xenopus Wagler, 1827
- 负子蟾亚科 Pipinae Gray, 1825
  - 负子蟾属 Pipa Laurenti, 1768